# Árni Vilhjálmsson
Arni Vilhjálmsson (Reykjavík, 9 maggio 1994) è un calciatore islandese, attaccante dell'Al-Taraji.

## Carriera

### Club

#### Breiðablik e la parentesi all'Haukar
Vilhjálmsson ha cominciato la carriera con la maglia del Breiðablik. Ha esordito nell'Úrvalsdeild in data 7 giugno 2011, subentrando a Tómas Óli Garðarsson nel pareggio per 1-1 contro il Fram Reykjavík. Il 19 settembre successivo ha realizzato la prima rete, nella sconfitta casalinga per 2-6 contro il Víkingur.
Ad agosto 2012, è passato all'Haukar con la formula del prestito. Il primo incontro nella 1. deild karla è datato 2 agosto, quando è stato schierato titolare nella sconfitta per 2-1 sul campo del Þór. L'unica marcatura con questa maglia è arrivata il 16 agosto, nel pareggio per 2-2 contro il Leiknir.
Tornato al Breiðablik a fine anno, vi è rimasto in forza per un ulteriore biennio, in cui ha totalizzato 41 presenze e 19 reti nella massima divisione locale. Ha inoltre contribuito alla vittoria finale del Deildabikar 2013.

#### Lillestrøm ed il prestito in patria
Il 30 gennaio 2015, i norvegesi del Lillestrøm hanno annunciato l'ingaggio di Vilhjálmsson, che ha firmato con il nuovo club un contratto valido per i successivi tre anni. Ha esordito in Eliteserien il 7 aprile, subentrando a Moryké Fofana nel pareggio interno per 1-1 contro lo Start. Ha segnato la prima rete il 18 ottobre 2015, nella vittoria per 2-0 sull'Haugesund. Ha chiuso la prima annata in squadra con 14 presenze e 2 reti, mentre il Lillestrøm si è piazzato all'8º posto finale.
Il 9 luglio 2016 è stato ceduto al Breiðablik con la formula del prestito fino al termine della stagione. Dopo aver messo a segno 6 reti in 12 partite di campionato, ha fatto ritorno al Lillestrøm per fine prestito.

#### Jönköpings Södra
Il 16 gennaio 2017, gli svedesi dello Jönköpings Södra hanno ufficializzato l'acquisto a titolo definitivo del calciatore, che si è legato al nuovo club con un contratto triennale. Nonostante la retrocessione in Superettan giunta al termine della stagione 2017, Vilhjálmsson è inizialmente rimasto in squadra, fino alla rescissione consensuale avvenuta nell'agosto 2018.

#### Nieciecza
Il ventiquattrenne islandese si è unito nel settembre 2018 ai polacchi del Bruk-Bet Termalica Nieciecza.

#### Novara
Rimasto svincolato, il 21 dicembre 2023 Vilhjálmsson viene ingaggiato dal Novara, in Serie C.

### Nazionale
Vilhjálmsson ha rappresentato le selezioni Under-17, Under-19 e Under-21 islandesi. Il 6 febbraio 2013 ha esordito per la selezione Under-21, schierato in campo nel corso del secondo tempo dalla sfida persa per 3-0 contro il Galles.

## Statistiche

### Presenze e reti nei club
Statistiche aggiornate al 19 luglio 2020.
| Stagione                | Club                    | Campionato              | Campionato | Campionato | Coppe nazionali | Coppe nazionali | Coppe nazionali | Coppe continentali | Coppe continentali | Coppe continentali | Supercoppe | Supercoppe | Supercoppe | Totale | Totale |
| Stagione                | Club                    | Comp                    | Pres       | Reti       | Comp            | Pres            | Reti            | Comp               | Pres               | Reti               | Comp       | Pres       | Reti       | Pres   | Reti   |
| ----------------------- | ----------------------- | ----------------------- | ---------- | ---------- | --------------- | --------------- | --------------- | ------------------ | ------------------ | ------------------ | ---------- | ---------- | ---------- | ------ | ------ |
| 2011                    | Breiðablik              | UD                      | 10         | 1          | CI+CdL          | 0+2             | 0               | UCL                | 0                  | 0                  | SI         | 0          | 0          | 12     | 1      |
| gen.-ago. 2012          | Breiðablik              | UD                      | 10         | 2          | CI+CdL          | 0+8             | 4               | -                  | -                  | -                  | -          | -          | -          | 18     | 6      |
| 2012                    | Haukar                  | 1D                      | 8          | 1          | CI+CdL          | 0               | 0               | -                  | -                  | -                  | -          | -          | -          | 8      | 1      |
| 2013                    | Breiðablik              | UD                      | 21         | 9          | CI+CdL          | 3+8             | 2+4             | UEL                | 5                  | 0                  | -          | -          | -          | 37     | 15     |
| 2014                    | Breiðablik              | UD                      | 20         | 10         | CI+CdL          | 3+7             | 2+5             | -                  | -                  | -                  | -          | -          | -          | 30     | 17     |
| 2015                    | Lillestrøm              | ES                      | 14         | 2          | CN              | 0               | 0               | -                  | -                  | -                  | -          | -          | -          | 14     | 2      |
| gen.-lug. 2016          | Lillestrøm              | ES                      | 7          | 0          | CN              | 3               | 3               | -                  | -                  | -                  | -          | -          | -          | 10     | 3      |
| Totale Lillestrøm       | Totale Lillestrøm       | Totale Lillestrøm       | 21         | 2          |                 | 3               | 3               |                    | -                  | -                  |            | -          | -          | 24     | 5      |
| 2016                    | Breiðablik              | UD                      | 12         | 6          | CI+CdL          | 0               | 0               | UEL                | -                  | -                  | -          | -          | -          | 12     | 6      |
| Totale Breiðablik       | Totale Breiðablik       | Totale Breiðablik       | 73         | 28         |                 | 31              | 17              |                    | 5                  | 0                  |            | -          | -          | 109    | 45     |
| 2017                    | Jönköpings Södra        | A                       | 16         | 1          | CS              | 1               | 3               | -                  | -                  | -                  | -          | -          | -          | 17     | 4      |
| gen.-set. 2018          | Jönköpings Södra        | S1                      | 12         | 3          | CS              | 0               | 0               | -                  | -                  | -                  | -          | -          | -          | 12     | 3      |
| Totale Jönköpings Södra | Totale Jönköpings Södra | Totale Jönköpings Södra | 28         | 4          |                 | 1               | 3               |                    | -                  | -                  |            | -          | -          | 29     | 7      |
| 2018-feb. 2019          | Nieciecza               | 1L                      | 5          | 1          | CP              | 3               | 3               | -                  | -                  | -                  | -          | -          | -          | 8      | 4      |
| feb.-giu. 2019          | Čornomorec'             | PL                      | 12+2       | 7          | KU              | -               | -               | -                  | -                  | -                  | -          | -          | -          | 14     | 7      |
| set. 2019               | Nieciecza               | 1L                      | 1          | 0          | CP              | 0               | 0               | -                  | -                  | -                  | -          | -          | -          | 1      | 0      |
| Totale Nieciecza        | Totale Nieciecza        | Totale Nieciecza        | 6          | 1          |                 | 3               | 3               |                    | -                  | -                  |            | -          | -          | 9      | 4      |
| nov. 2019-2020          | Kolos Kovalivka         | PL                      | 15         | 5          | KU              | 0               | 0               | -                  | -                  | -                  | -          | -          | -          | 15     | 5      |
| Totale carriera         | Totale carriera         | Totale carriera         | 165        | 48         |                 | 38              | 26              |                    | 5                  | 0                  |            | -          | -          | 208    | 74     |

### Cronologia presenze e reti in nazionale
| Cronologia completa delle presenze e delle reti in nazionale ― Islanda | Cronologia completa delle presenze e delle reti in nazionale ― Islanda | Cronologia completa delle presenze e delle reti in nazionale ― Islanda | Cronologia completa delle presenze e delle reti in nazionale ― Islanda | Cronologia completa delle presenze e delle reti in nazionale ― Islanda | Cronologia completa delle presenze e delle reti in nazionale ― Islanda | Cronologia completa delle presenze e delle reti in nazionale ― Islanda | Cronologia completa delle presenze e delle reti in nazionale ― Islanda |
| Data                                                                   | Città                                                                  | In casa                                                                | Risultato                                                              | Ospiti                                                                 | Competizione                                                           | Reti                                                                   | Note                                                                   |
| ---------------------------------------------------------------------- | ---------------------------------------------------------------------- | ---------------------------------------------------------------------- | ---------------------------------------------------------------------- | ---------------------------------------------------------------------- | ---------------------------------------------------------------------- | ---------------------------------------------------------------------- | ---------------------------------------------------------------------- |
| 8-2-2017                                                               | Las Vegas                                                              | Messico                                                                | 1 – 0                                                                  | Islanda                                                                | Amichevole                                                             | -                                                                      | 78’                                                                    |
| Totale                                                                 |                                                                        | Presenze                                                               | 1                                                                      |                                                                        | Reti                                                                   | 0                                                                      |                                                                        |

## Palmarès

### Club

#### Competizioni nazionali
- Coppa di Lega islandese: 1

Breiðablik: 2013
- Supercoppa di Lituania: 1

Žalgiris: 2023